# Alan Budikusuma
Alan Budikusuma, de son nom complet Alexander Alan Budikusuma Wiratama, né sous le nom de Wèi Rénfāng (chinois simplifié : 魏仁芳), est un ancien joueur indonésien de badminton qui excellait au niveau mondial à partir de la fin des années 1980 et jusqu'au milieu des années 1990. Il jouait en simple hommes.

## Carrière

### Jeux olympiques
En 1992, Alan Budikusuma devient le 1er champion olympique de badminton en simple hommes à Barcelone, ce sport y étant discipline olympique pour la 1re fois. Il bat en finale son compatriote Ardy Wiranata. 4 ans plus tard à Atlanta, il perd en quart de finale contre le danois Poul-Erik Høyer Larsen, futur champion olympique.

### Grands championnats

#### Jeux Asiatiques
En 1990, il décroche la médaille de bronze à Pékin.

#### Championnats du monde
En 1991 à Copenhague, il est médaillé d'argent après avoir perdu en finale contre le chinois Zhao Jianhua. En 1993 à Birmingham, il est éliminé en quart de finale par le danois Thomas Stuer-Lauridsen. En 1995, il échoue au même stade de la compétition, éliminé par le sud-coréen Park Sung-woo.

### Par équipes
Budikusuma a également fait partie de l'équipe indonésienne victorieuse de la Thomas Cup en 1994 et en 1996.

### Tournois
| Année | Tournoi           | Résultat  |
| ----- | ----------------- | --------- |
| 1989  | Open de Thaïlande | Vainqueur |
| 1989  | Open des Pays-Bas | Vainqueur |
| 1990  | Open de Thaïlande | Finaliste |
| 1991  | Open de Thaïlande | Vainqueur |
| 1991  | Open de Chine     | Vainqueur |
| 1991  | Open d'Allemagne  | Vainqueur |
| 1991  | Open de Thaïlande | Vainqueur |
| 1992  | Open d'Allemagne  | Finaliste |
| 1993  | Open d'Indonésie  | Vainqueur |
| 1994  | Open du Danemark  | 3e place  |
| 1995  | Open de Malaisie  | Vainqueur |
| 1996  | Open du Japon     | 3e place  |
| 1997  | Open du Viêt Nam  | Finaliste |
| 1998  | Open de Bruneï    | 3e place  |

## Vie privée
En 1997, il s'est marié avec l'indonésienne Susi Susanti, une des plus grandes joueuse de l'histoire du badminton, championne olympique en 1992, comme lui. Ils ont eu 3 enfants : Laurencia Averina (1999), Albertus Edward (2000), et Sebastianus Frederick (2003).
 Son plus jeune frère Yohan Hadikusuma est également joueur de badminton et représentait Hong Kong.